# ICE (cifrario)
In crittografia, ICE (Information Concealment Engine) è un cifrario a blocchi pubblicato da Matthew Kwan nel 1997. L'algoritmo è simile nella struttura al DES ma con l'aggiunta di una permutazione di bit dipendente dalla chiave nella funzione di round. Questa permutazione può essere implementata in software in modo efficiente. L'algoritmo ICE non è coperto da alcun brevetto e il codice sorgente è stato distribuito nel pubblico dominio.

## Struttura
L'ICE è una rete di Feistel con una dimensione blocco di 64 bit. L'algoritmo ICE standard utilizza una chiave a 64 bit e la funzione interna esegue 16 passaggi sui dati. Una sua variante veloce, il Thin-ICE, utilizza solo 8 passaggi. Esiste una variante open-ended, ICE-n, che utilizza 16n passaggi con una chiave lunga 64n bit.